# Număr algebric

Rădăcina pătrată a lui 2 este un număr algebric egal cu lungimea ipotenuzei unui triunghi dreptunghic cu catetele de lungime 1

Un număr algebric este orice număr complex (inclusiv numerele reale) care este rădăcina unui polinom nenul (adică o valoare care face ca polinomul să fie egal cu 0) cu o singură variabilă, cu coeficienți raționali (sau echivalent, prin amplificare, cu coeficienți întregi).
Toate numerele întregi și cele raționale sunt algebrice, la fel și toate rădăcinile numerelor întregi. Numerele reale (sau complexe) care nu sunt algebrice, cum ar fi {\displaystyle \pi } și e, se numesc numere transcendente.
Mulțimea numerelor reale este o mulțime nenumărabilă, dar submulțimea numerelor algebrice este numărabilă (are măsura Lebesgue zero), spre deosebire de mulțimea numerelor transcendente. În acest sens, aproape toate numerele reale sunt transcendente. 

## Exemple
- Toate numerele raționale sunt algebrice. Orice număr rațional, exprimat ca un raport dintre un număr întreg a și un număr natural diferit de 0, b, satisface definiția de mai sus deoarece x = a/b este rădăcina polinomului nenul bx − a.[1]
- Soluțiile iraționale ale ecuațiilor polinomiale de gradul al doilea bazate pe polinomul de gradul al doilea {\displaystyle ax^{2}+bx+c} (cu coeficienții a, b și c) sunt numere algebrice.
- Numerele construibile cu rigla și compasul. Ele includ cele două categorii precedente și combinații ale acestora care pot fi făcute prin operații algebrice. Definind direcțiile pentru 1, −1, i și −i, numerele complexe ca {\displaystyle 3+i{\sqrt {2}}} sunt considerate construibile.
- Orice expresie algebrică produce numere algebrice.
- Rădăcinile polinoamelor care nu pot fi exprimate prin operații aritmetice elementare și radicali (de exemplu ale polinomului{\displaystyle x^{5}-x+1}).
- Întregii gaussieni, adică numerele complexe a + bi pentru care ambii a și b sunt întregi.
- Valorile funcțiilor trigonometrice ale multiplilor raționali ai lui {\displaystyle \pi } adică numerele trigonometrice ca cos π/7, cos 3π/7, cos 5π/7 satisfac polinomul {\displaystyle 8x^{3}-4x^{2}-4x+1=0.} Polinomul este ireductibil în expresii raționale, astfel că cele trei cosinusuri sunt numere algebrice conjugate. De asemena, tan 3π/16, tan 7π/16, tan 11π/16, tan 15π/16 satisfac polinomul ireductibil {\displaystyle x^{4}-4x^{3}-6x^{2}+4x+1=0,} astfel că sunt numere algebrice întregi conjugate.
- Unele, dar nu toate numerele iraționale sunt algebrice:
  - Numerele {\displaystyle {\sqrt {2}}} și {\displaystyle {\frac {\sqrt[{3}]{3}}{2}}} sunt algebrice deoarece sunt soluțiile polinoamelor {\displaystyle x^{2}-2,} respectiv {\displaystyle 8x^{3}-3}.
  - Secțiunea de aur φ este un număr algebric deoarece este o rădăcină a polinomului {\displaystyle x^{2}-x-1}.
  - Numerele {\displaystyle \pi } și e nu sunt algebrice (v. teorema Lindemann–Weierstrass).[2]

## Proprietăți

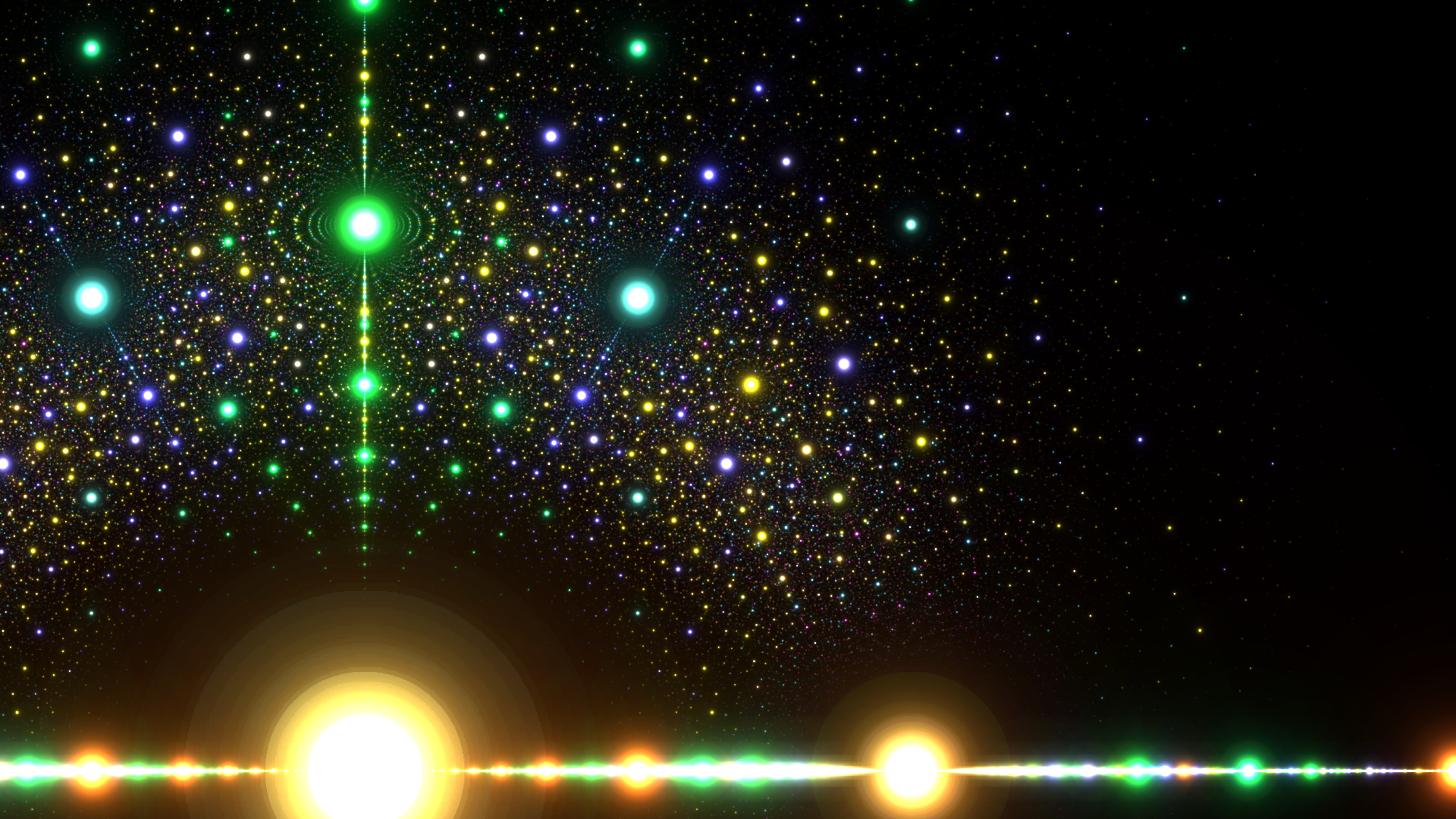
Numere algebrice în planul complex colorate după grad (roșu = 1, verde = 2, albastru = 3, galben = 4)

- Dat fiind un număr algebric, există un polinom minimal unic, de cel mai mic grad, cu coeficienți raționali, coeficientul termenului de gradul cel mai mare fiind 1, care are numărul ca rădăcină. Dacă acest polinom este unul de gradul n, atunci se spune că numărul algebric este de gradul n. De exemplu toate numerele raționale au gradul 1, iar un număr algebric de gradul 2 este un număr pătratic irațional.
- Numerele algebrice reale formează o mulțime densă, total ordonată și fără un prim sau ultim element.
- Mulțimea numerelor algebrice este numărabilă,[3][4] prin urmare măsura Lebesgue ca submulțime a numerelor complexe este 0 (în esență, numerele algebrice nu ocupă spațiu în corpul numerelor complexe). Adică aproape toate numerele reale și complexe sunt transcendente.
- Toate numerele algebrice sunt calculabile, prin urmare sunt definibile și aritmetice.
- Pentru numerele reale a și b, numărul complex a + bi este algebric dacă și numai dacă atât a, cât și b sunt algebrice.[5]

## Corp

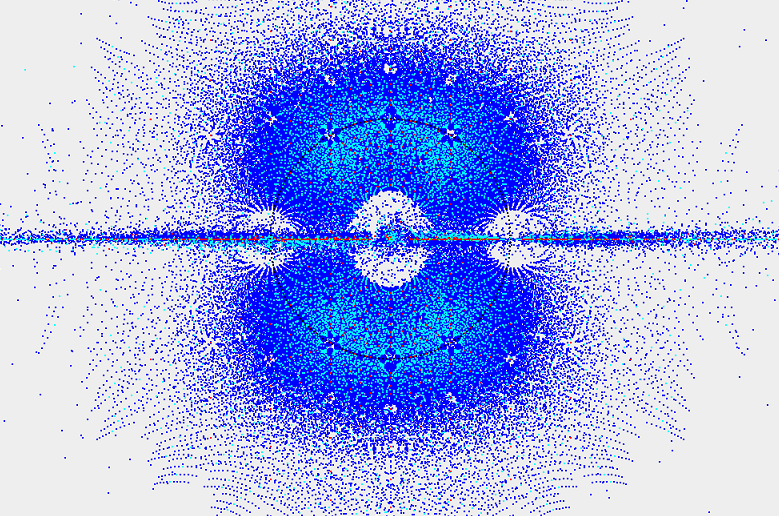
Numere algebrice colorate în funcție de grad (albastru = 4, cyan = 3, roșu = 2, verde = 1). Cercul unitar este negru.

Suma, diferența, produsul și câtul (dacă numitorul nu este zero) a două numere algebrice sunt și ele numere algebrice, așa cum se poate demonstra folosind polinomul rezultant, iar numerele algebrice formează astfel un corp ℚ (uneori notat cu {\displaystyle \mathbb {A} }, dar această notație este folosită de obicei pentru inelul adelic). Fiecare rădăcină a unei ecuații polinomiale ai cărei coeficienți sunt numere algebrice este și ea algebrică. Acest lucru poate fi reformulat spunând că corpul numerelor algebrice este un corp algebric închis. De fapt, este cel mai mic corp algebric închis care conține numerele raționale, astfel acesta se numește închiderea algebrică a corpului numerelor raționale.
Ansamblul numerelor algebrice reale în sine formează un corp.